# 瓦爾梅省

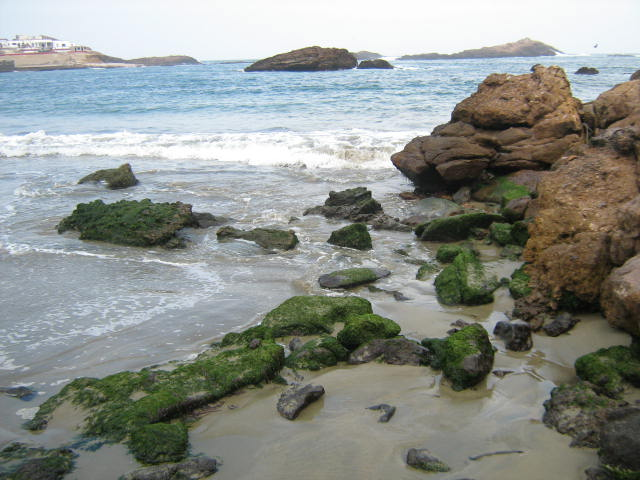

瓦爾梅省（西班牙語：Provincia de Huarmey），是秘魯的省份，位於該國北部安卡什大區，首府是瓦爾梅，始建於1984年12月20日，面積3,908平方公里，居民主要從事農業、漁業和運送礦產。

## 外部連結
（西班牙文） Official web site of the Huarmey Province （页面存档备份，存于）
10°04′07″S 78°09′37″W / 10.06861°S 78.16028°W